# Nord d'Anglaterra

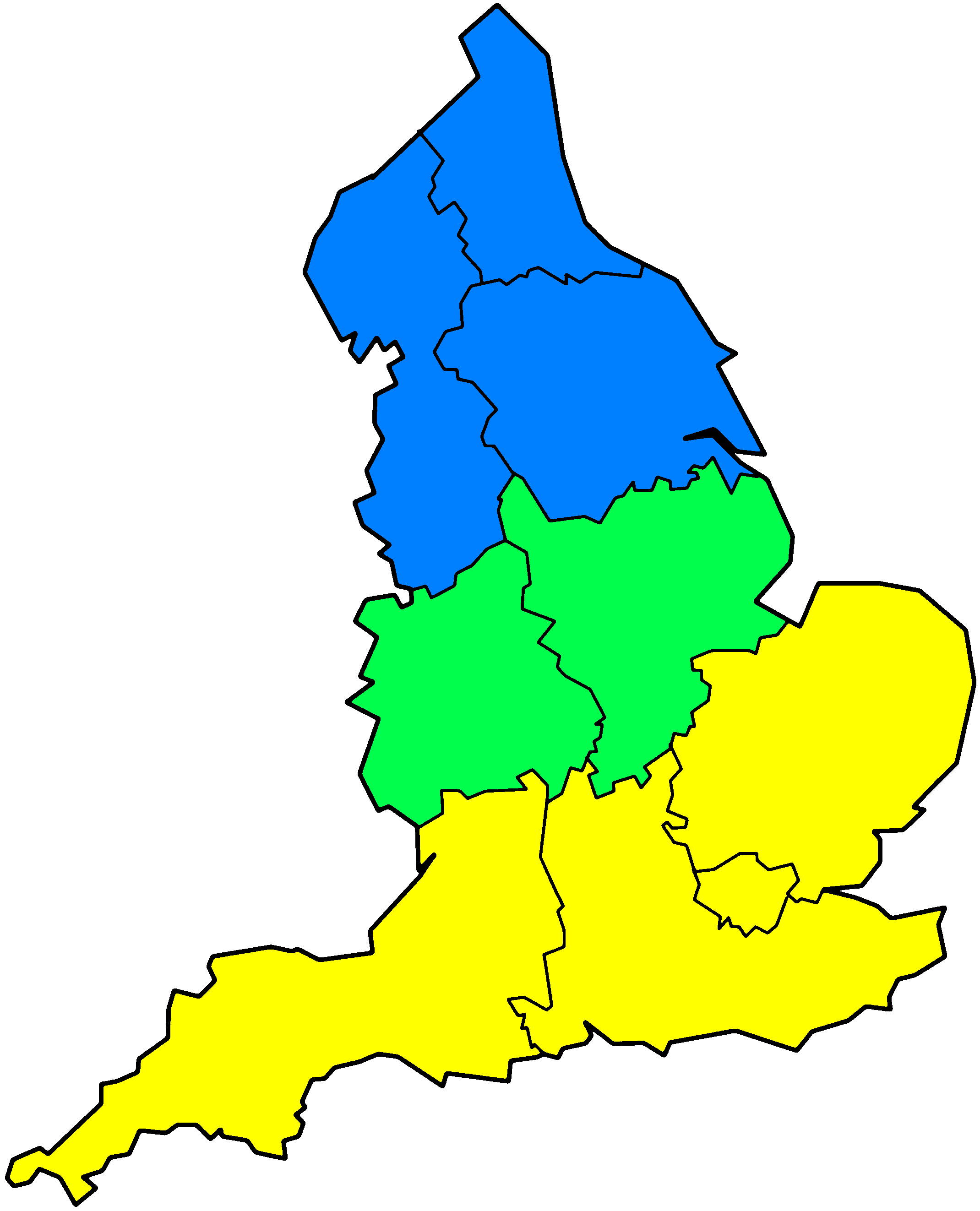
El Nord, Sud, i les Terres Mitjanes d'Anglaterra

El Nord d'Anglaterra (popularment i en anglès the North, el nord) és un conjunt de comtats històrics d'Anglaterra que a través d'una història i cultura compartida, es considera una regió (o supraregió) pròpia. Els comtats que en formen són Cumbria al nord-oest, Northumbria al nord-est, la regió de Yorkshire i Humber al sud-est, i Lancashire al sud-oest.
Tot i que els límits de la regió són geogràficament imprecisos, si parlem dels límits actuals de les províncies que conformen els quatre comtats, són els següents: limita amb les Midlands o terres mitjanes d'Anglaterra al sud de la ciutat de Chester, i traça una línia recta fins a Chesterfield. Aquí apuja fins al delta del riu Humber, tocant la mar al sud de Grimsby. Fita amb Escòcia acceptant la frontera política, és a dir, de just al nord de Carlisle apujant in línia diagonal fins a Berwick. A l'est i a l'oest confronta amb la mar del nord i la mar irlandesa. No és una regió molt emprada per l'administració però quan en faça referència, sol incloure-hi la província de Cheshire, al sud de Liverpool, malgrat que és discutible si hi pertany segons la visió històrica.

## Llengua i orígens

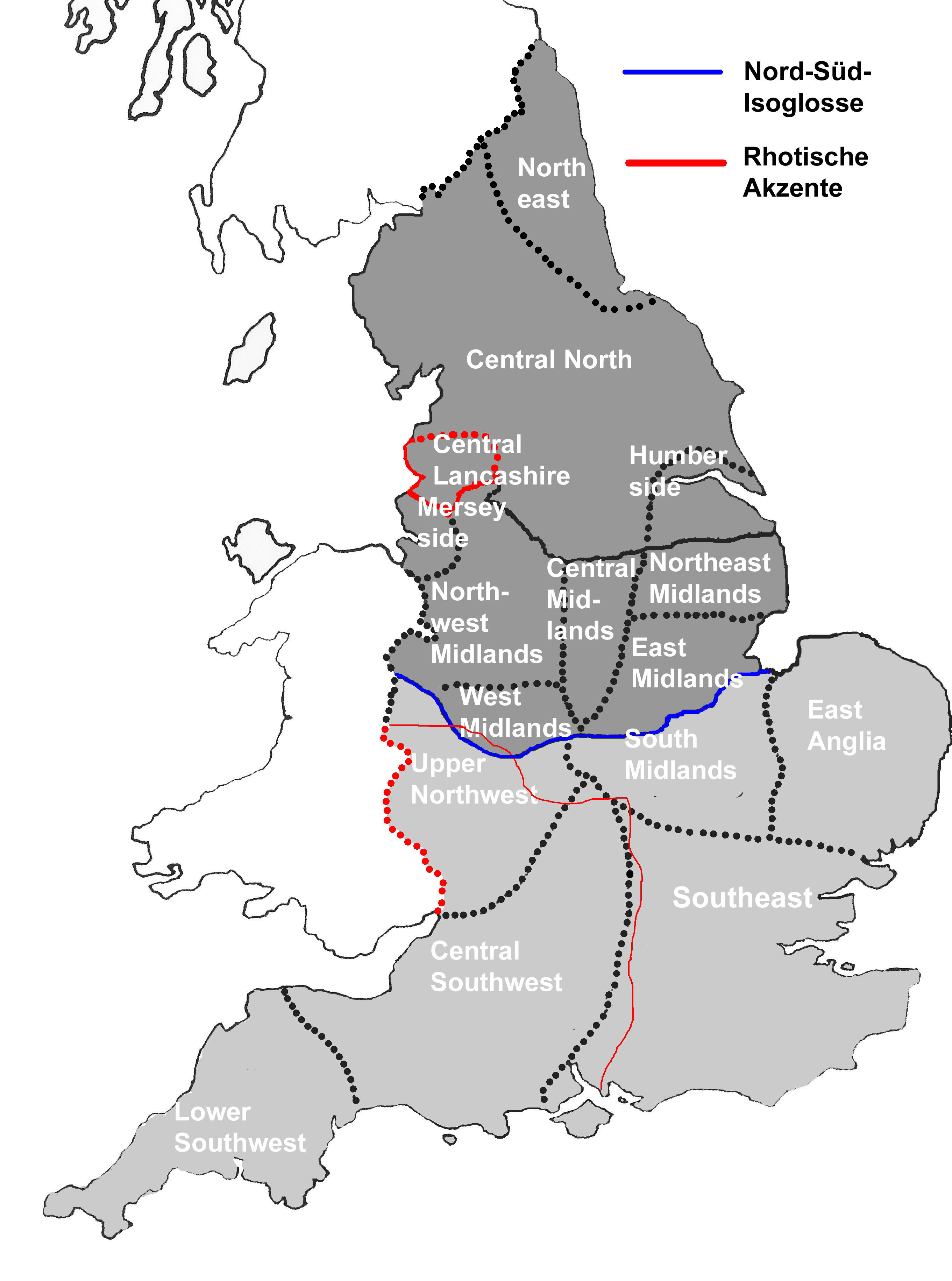
Dialectes del Nord

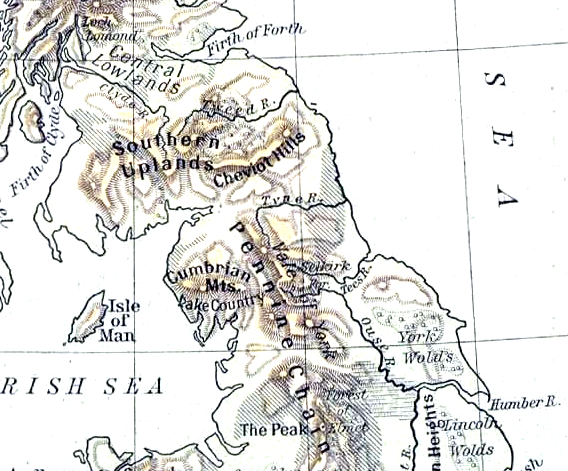
Geografia física del Nord d'Anglaterra

La regió té, a grans trets, quatre dialectes de l'anglès, el Geordie de Northúmbria, el Cumbrian de Cumbria, i el Yorkshire i el Lancastrian dels comtats del mateix nom. Ensems aquests dialectes reben el nom popular de Northern ('parlar del nord'). Tots es diferencien dels dialectes del sud en tant a l'ús de les vocals, que tendeix a ser més pures i curtes, i també per un cert guteralisme. Els accents i vocables del Nord reflecteixen l'origen dels pobladors, majorment del que avui en dia són Noruega i Dinamarca, mentre que els del sud provenien del nord d'Alemanya. Si Geordie i Yorkshire provenen de l'idioma antic de Northumbria, un regne que abastava l'actual Northumberland, Durham i Yorkshire, s'entén que són dialectes germans amb un to bastant o molt dur. El Geordie és potser un dels dialectes més distinctius tant per les moltes paraules desconegudes en l'idioma estàndard com per la pronúncia diferenciada de les vocals. De la mateixa manera els dialectes de la vora occidental (Cumbrian, Lancastrian) tenen paral·lels, i veiem que tota la zona en un moment era un regne que es deia Strathclyde. També caldria destacar la influència del regne celta de Rheged, avui en dia Cumbria, i la influència residual de la cultura celta a l'oest i especialment al nord-oest. Encara existeixen paraules d'ús agricultural que descendeixen directament de la llengua celta d'aquesta tribu. Finalment, el dialecte de la ciutat de Liverpool, Scouse, és un producte de l'alta immigració d'irlandesos i ofereix diferències importants amb el Lancastrian que li envolta.
Tant els que el parlen com els que venen del Nord d'Anglaterra se'n diu Northerners, és a dir, 'gent del nord'. Aquest nom no fa referència, en canvi, als escocesos.

## El fet diferencial del Nord

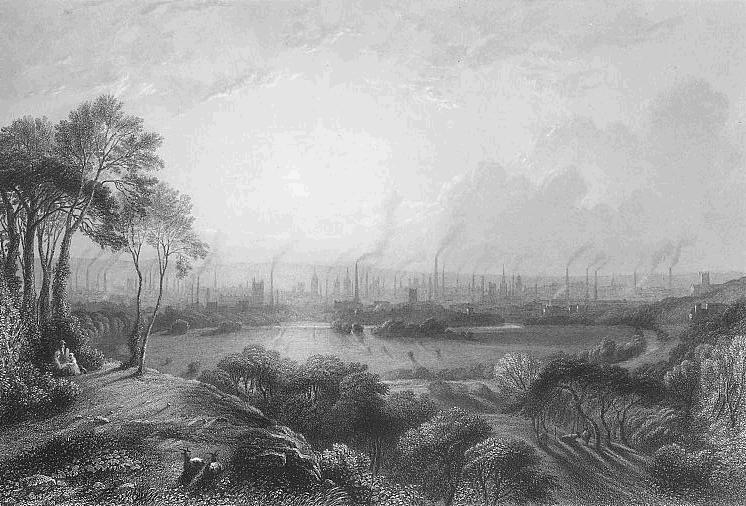
Manchester, Anglaterra (Cottonopolis), pintura del 1840. Mostra una ciutat plena de xemeneies de fàbriques.

### La divisió econòmica
El Nord es divideix entre el sud superpoblat, on trobem la majoria de les ciutats, i el nord agricultural (aquí cal destacar la costa de Northumbria, al nord-est, que també és industrial). Aquell sud, que s'anomena industrial belt o franja industrial, va ser el motor de la Revolució Industrial al Regne Unit. També és la causa d'una certa confusió quan parlem del Nord d'Anglaterra: per un costat, conté enormes zones de paisatge rural que fou lloat per escriptors com les germanes Brontë o el poeta Wordsworth; per l'altre, les ciutats industrials concentren una gran quantitat de persones en una àrea reduïda i contaminada. La importància històrica de la indústria i les males condicions dels treballadors, junt amb la recessió econòmica dels 1980 quan la majoria de les factories es tancaren, han creat una mal imatge per al Nord, la de ciutats grisenques i pobres, que li ha costat molt de superar.

Resultats d'eleccions de 2005 (Laborista: roig; Conservador: blau; Liberal: taronja)

### Tòpics i classe
Aquesta història industrial ha produït una certa mentalitat i auto-imatge del prototípic Northerner: el treballador o llaurador senzill però honest, que suporta els seus problemes sense queixar-se i no es refia de la gent però és molt proper amb els amics i la família. Tot i que aquesta imatge és tant una generalització com anacrònica, encara té força importància en l'imaginari col·lectiu. Malgrat el defalliment de l'agricultura i la indústria, no s'ha acceptat tan fàcilment la nova economia de serveis i els consegüents canvis en estil de vida com en altres regions.

### Política
El producte més important de la industrialització, provincialització i recessió econòmica del Nord era una classe obrera d'actitud lluitadora que donà al moviment socialista britànic moltes figures importants, tant al Partit Laborista (Regne Unit) (que es fundà a Bradford) com al Partit Comunista i derivats. Dels 1920 fins als 1980 i més enllà, podem parlar d'un feu del socialisme al qual quasi tots els municipis de certa importància tenien governs socialistes (amb l'excepció de les zones més rurals, sobre tot el nord de Yorkshire). A la fi del segle xx, amb les indústries destruïdes i la pèrdua de valor dels sindicats obrers, fins a ciutats com Leeds o Liverpool experimentaren caigudes importants en vots a l'esquerra que donà lloc a coalicions o fins i tot la pèrdua del poder per al Partit Laborista.

## Població

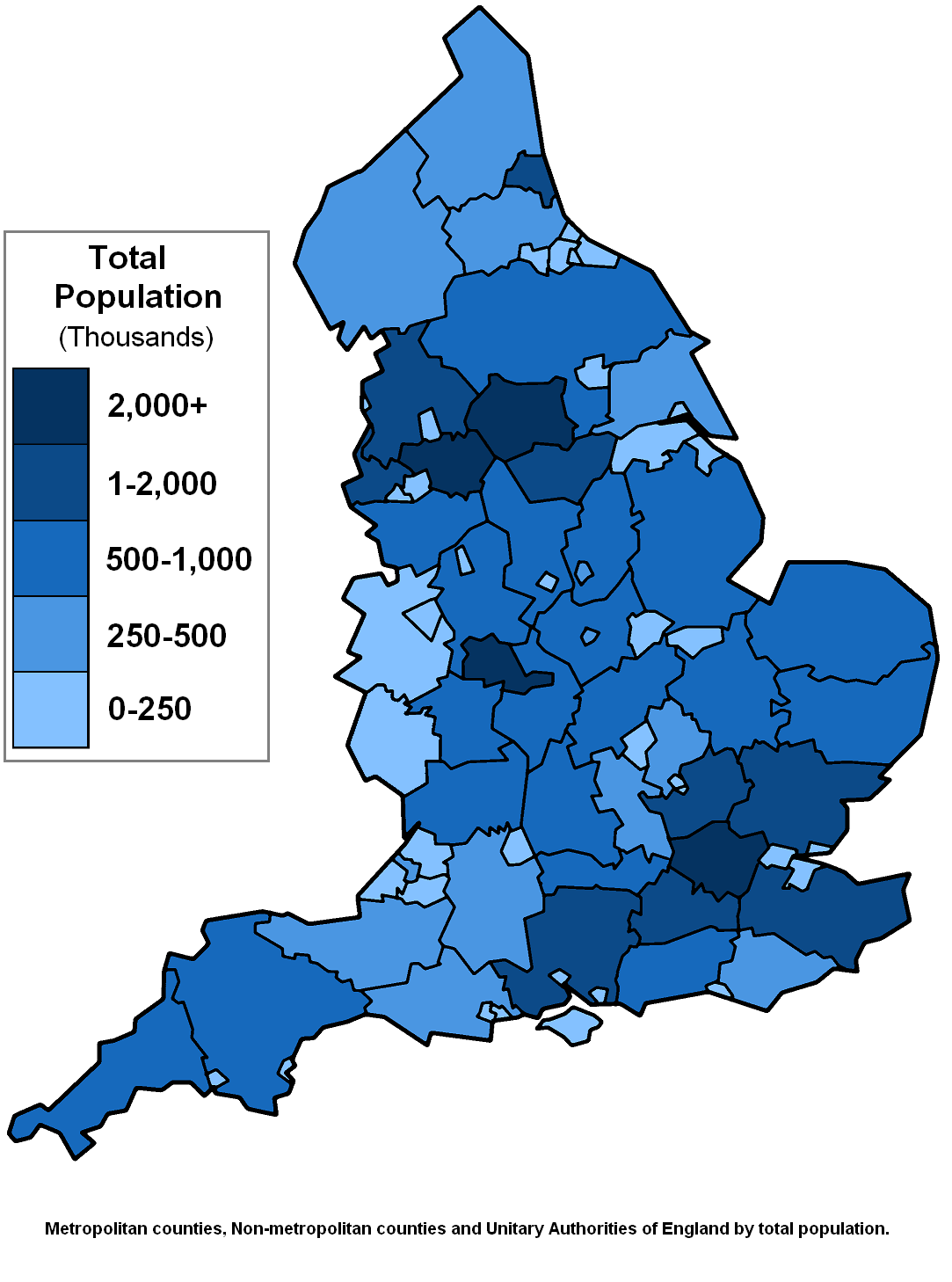
Població d'Anglaterra

Pel que fa a població, hi ha uns 20 milions vivint en l'actualitat als quatre comtats, tot i que hi ha una tendència a la baixa a conseqüència de la migració en recerca del treball. Aquesta migració es fa generalment al sud i especialment a Londres, i malgrat els nous diners que hom veu a les ciutats del Nord, no sembla probable que s'ature.
Pel que fa a la distribució de la població la majoria viuen a les ciutats i com a conseqüència, es concentra gran part al sud de la regió sobretot al voltant del riu Mersey (zones metropolitanes de Liverpool i Manchester) i al sud de Yorkshire (Leeds, Bradford, Sheffield, Wakefield, Hull). La resta de la població està dividit entre les més modestes ciutats del nord-est i la ruralia.

## Identitat i perjudicis
El terme Northern no té cap aspecte despectiu avui en dia, malgrat que al segle XX i anterior la gent del Nord d'Anglaterra eren vistos per alguns com a incultes i provincians, i els diversos parlars rebien el tracte de patuès.
Malgrat tot, als 1990 la BBC començà a utilitzar presentadors amb accents regionals en preferència a l'estàndard, alhora que les ciutats del nord atreien interès per l'èxit musical de molts grups de pop i rock del nord d'aquella dècada. Tot aquest procés ha dut a capgirar l'actitud dels mitjans i del públic, i de donar caché a ciutats com Liverpool, Manchester i Newcastle. El súmmum d'açò fou quan Liverpool guanyà com a capital de la cultura europea del 2008.

## Turisme i natura

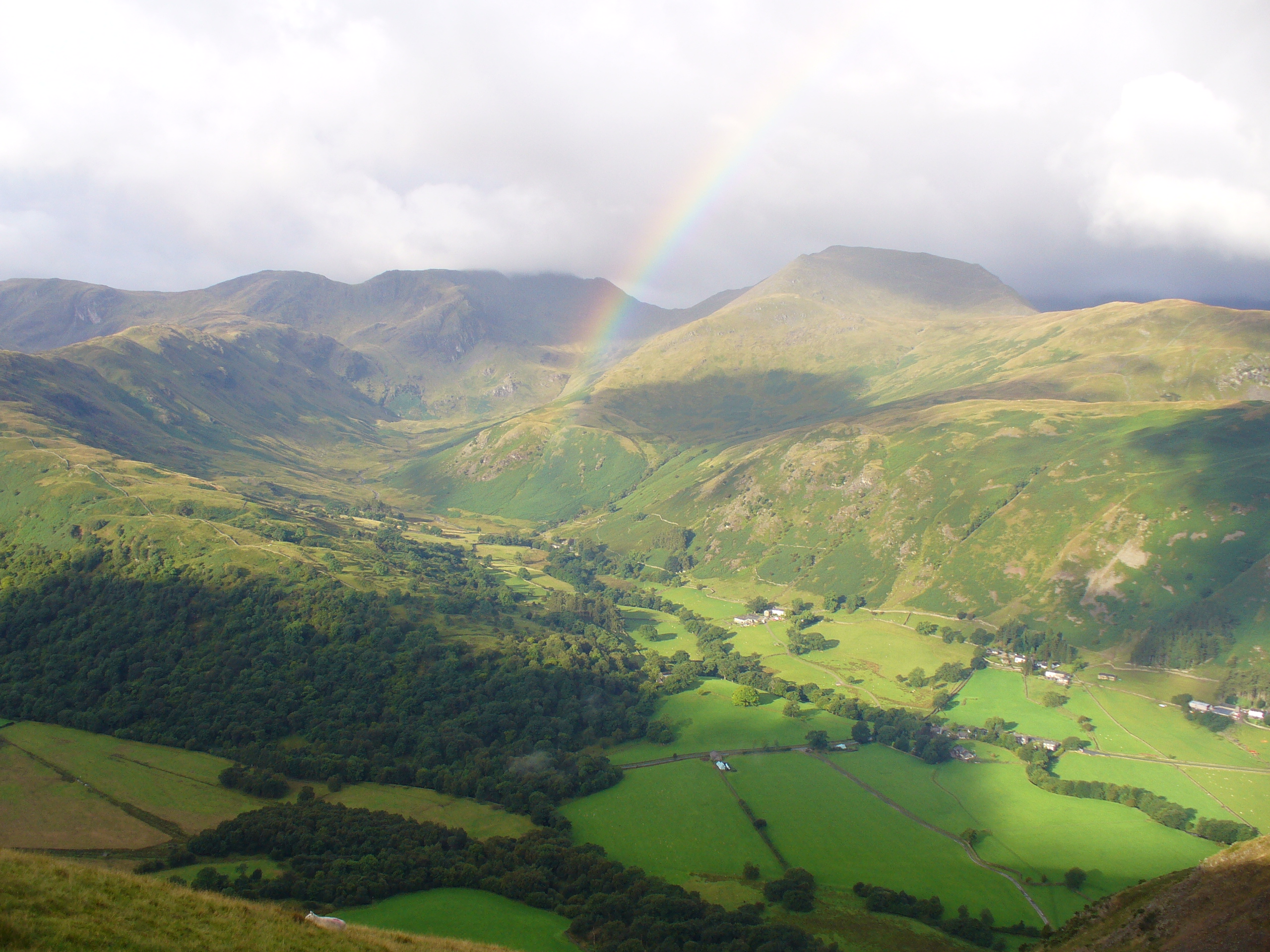
El Districte dels Llacs

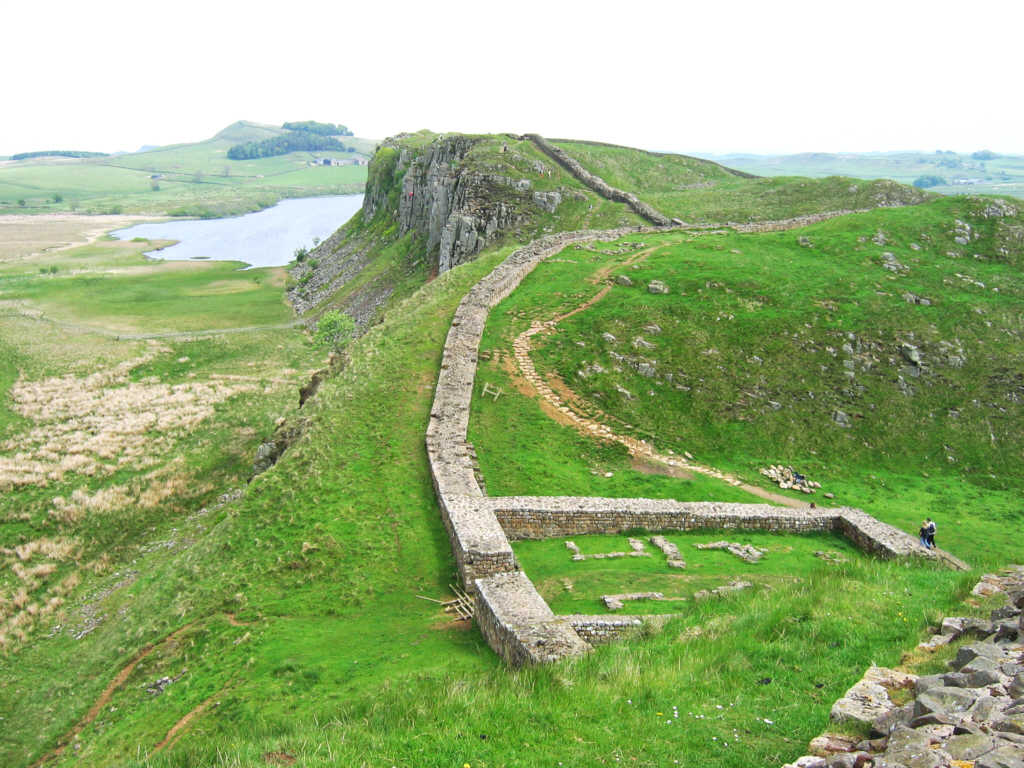
La muralla romana

El Nord abasta una gran zona que inclou paisatge rural, industrial, marítim, i muntanyenc. El parc natural de més abast i fama és el Districte dels Llacs, situat a Cumbria. D'altres parcs són el parc nacional de Northumberland, el Peak District entre Manchester i Leeds, i els Yorkshire Dales i els North Yorkshire Moors.
La zona més alta és la serralada dels Pennines, parteix la regió en dos de nord a sud. És aquí que podem trobar grans àrees sense població ni construcció, ideal per a la tranquil·litat i l'esplai.
El passat industrial, en alguns casos tan recent, és ara objecte d'una revifalla d'interès, sobretot els museus que tracten la història dels trens i canals de la regió. És el lloc ideal per descobrir el com i el què de la Revolució Industrial. El primer tren va ser creat a Darlington, a Northumbria, per exemple.
Trobem unes costes verges malgrat l'existència de ports industrials a pocs kilòmetres. Les costes de Cumbria, Northumberland i North Yorkshire ofereixen trams intocats i amb grans colònies d'aus.
La destinació turística que atrau més visitants és la muralla romana o mur d'Hadrià. Aquesta muralla defensiva amb restes de forts i quarters militars s'allarga des de Carlisle a la costa de l'oest fins a Newcastle a la costa de l'est. En alguns punts no en roman res, però al punt més cèntric podem trobar trams gairebé intactes, a més d'importants romanalles romanes. Existeix un sender que travessa de punta a punta la muralla.
Destinacions turístiques de la costa inclou Blackpool a l'oest i Whitby a l'est. La costa de Northumberland és famosa pel seu paisatge agrest i verge, del que destaca el castell d'Alnwick i els pobles pesquers. L'illa de Lindisfarne, o Holy Island ('l'illa santa') a la mateixa costa alberga la primera bíblia escrita a Anglaterra.
Monuments de major importància són la catedral de York, Yorkminster; la catedral i universitat de Durham; el museu d'art Tate Liverpool; Castle Howard al Yorkshire; i el castell de Carlisle.

## Ciutats, regions i províncies

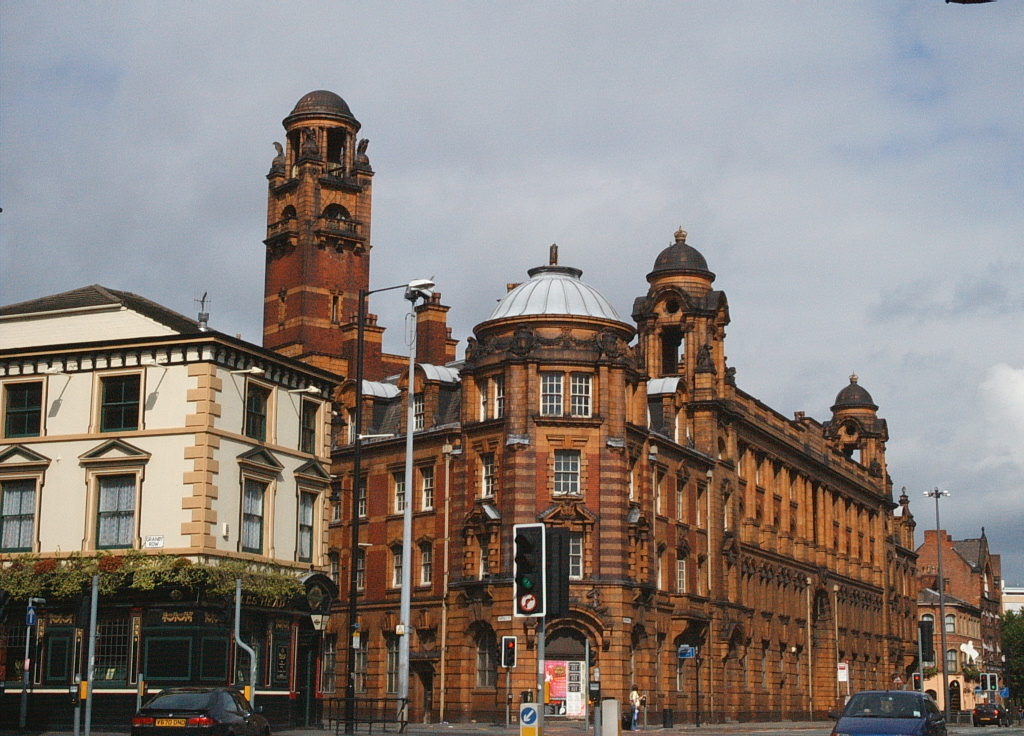
Manchester

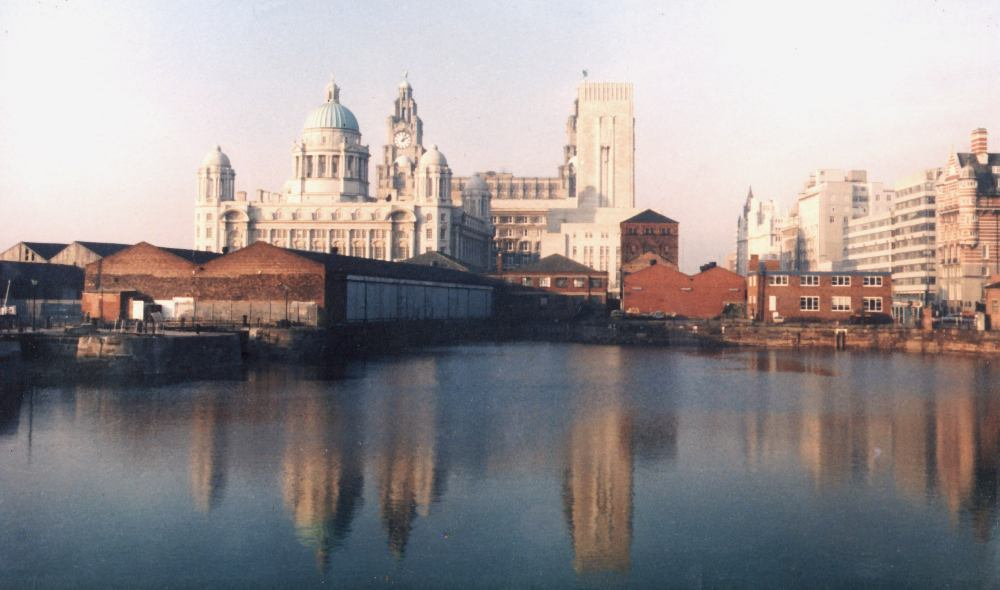
Liverpool

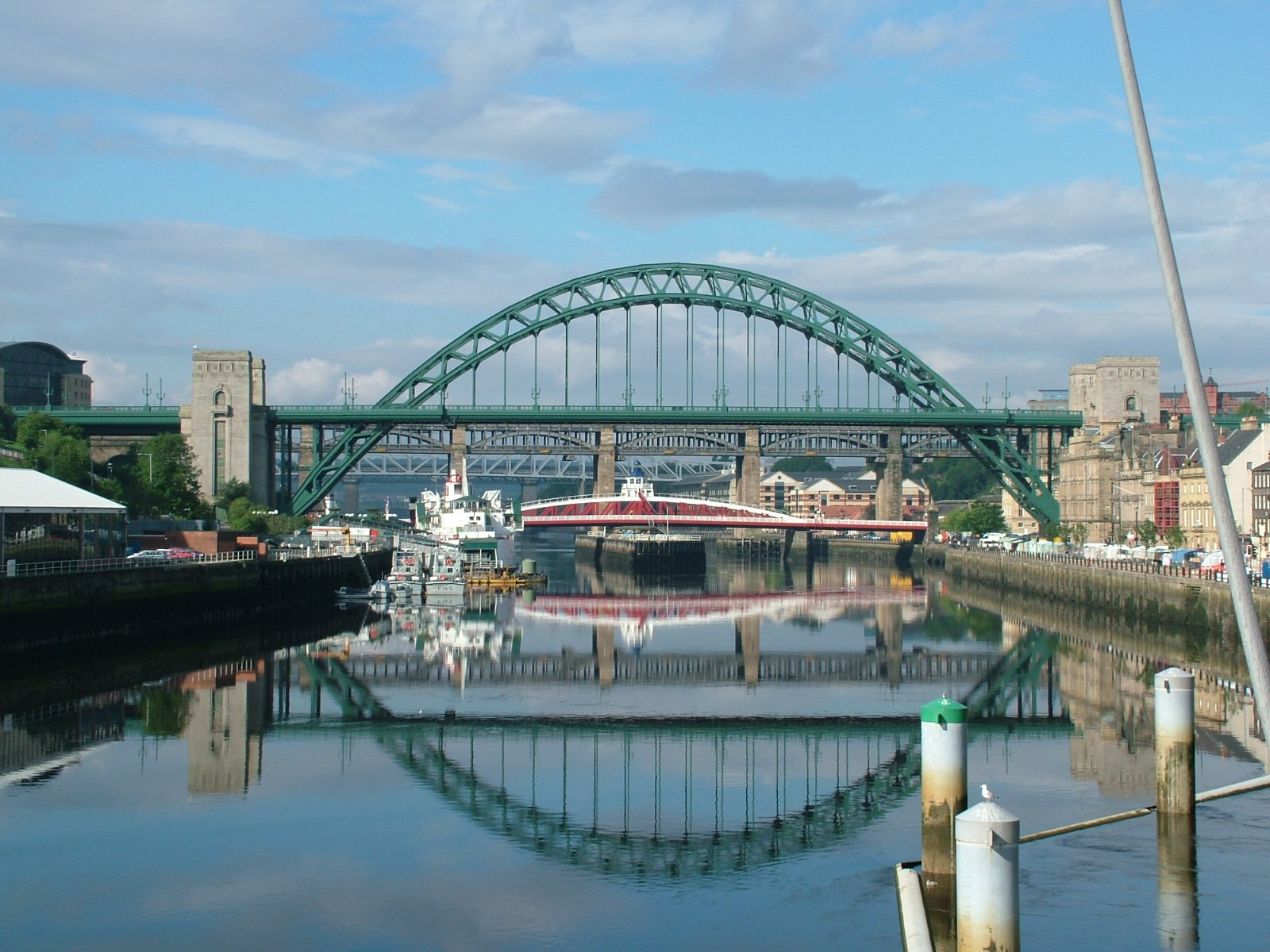
Newcastle

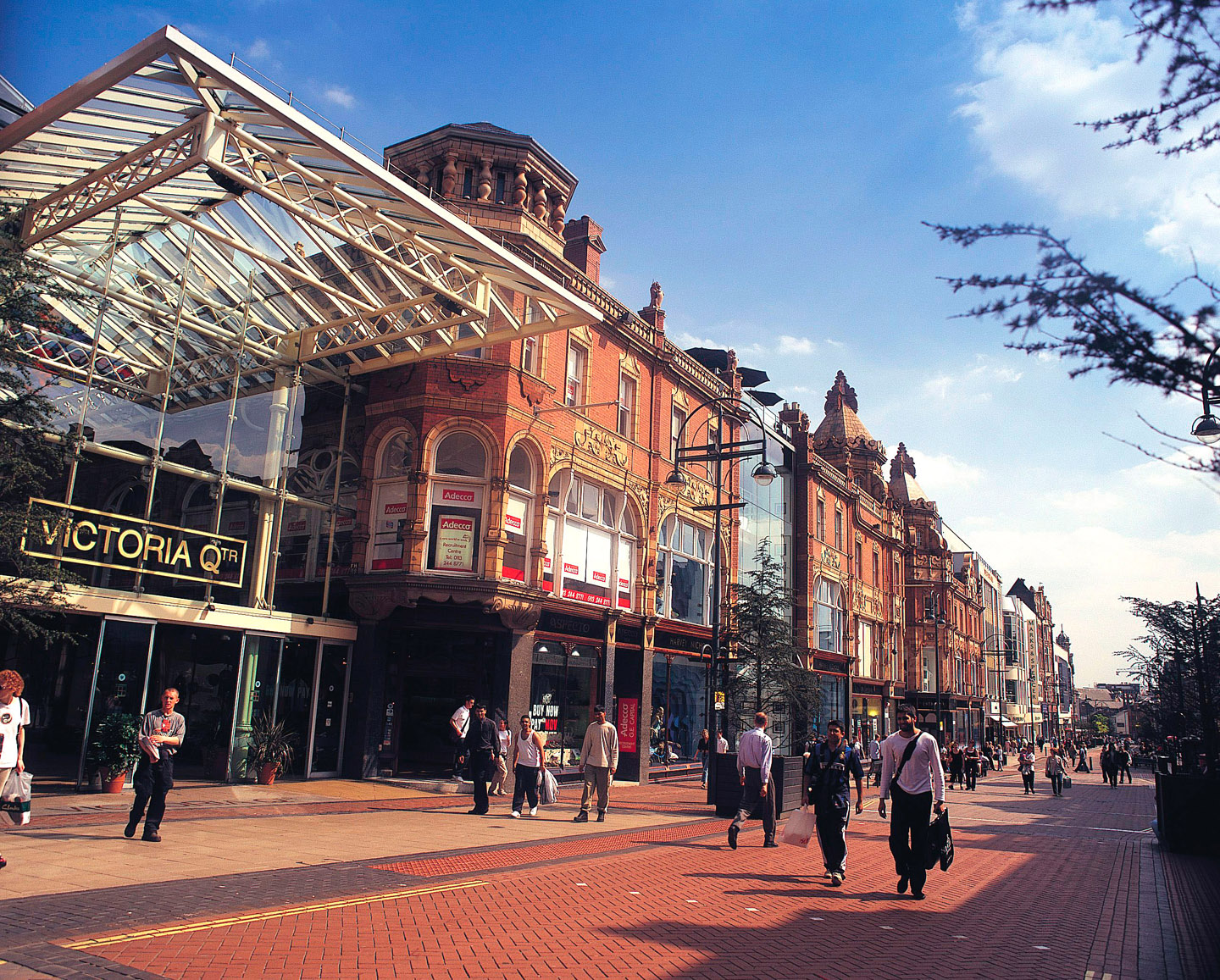
Leeds

### Principals àrees metropolitanes
- Manchester pob. 2.553.379 habitants en 2011.[1]
- Leeds pob. 747.939[2]
- Sheffield pob. 551.800[3]
- Liverpool pob. 466.415[4]
- Wigan pob. 317.800.[5]
- Bradford pob. 293.717[6]
- Newcastle-upon-Tyne pob. 292.200[7]
- Stockport pob. 280.600[8]
- Bolton pob. 262.400.[9]
- Kingston upon Hull pob. 262.400[10]
- Oldham pob. 103.544[11]
- Salford pob. 219.200.[12]
- Warrington pob. 202.228.[13]
- York pob. 198.000.[14]
- Bury pob. 183.200 habitants.[15]
- Sunderland pob. 177.739.[16]
- Huddersfield pob. 146.234[17]
- Blackpool pob. 142.000[18]
- Middlesbrough pob. 138.400 habitants.[19]
- Preston pob. 132.000[20]
- Blackburn pob. 105.085[21]

### Regions
Segons el sistema de regionalització de la Unió Europea, el Nord es compon de les regions de Yorkshire, North (Cumbria i Northumbria), i Northwest (Lancashire). Aquest sistema s'empra com a demarcacions electorals al Parlament Europeu i per a la concessió d'ajuts econòmics.
Tanmateix, d'acord amb la regionalització duta a terme pel govern britànic, les regions són el Northeast (Northumbria), Yorkshire i el Northwest (Lancashire i Cumbria). La BBC utilitza aquest marc per a les seues desconeccions regionals.

### Províncies del Nord
1. Northumberland
2. Tyne i Wear
3. Durham
4. Cumbria
5. Lancashire
6. North Yorkshire
7. East Riding de Yorkshire
8. South Yorkshire
9. West Yorkshire
10. Gran Manchester
11. Merseyside
12. Cheshire (administrativament pertany a la regió anomenada nord-oest)